# Штебах
Штебах (нем. Stebach) — община в Германии, в земле Рейнланд-Пфальц. 
Входит в состав района Нойвид. Подчиняется управлению Дирдорф.  Население составляет 321 человек (на 31 декабря 2010 года). Занимает площадь 2,38 км².